# Château de Chevannes
Le château de Chevannes, est une ancienne maison forte, du XIVe siècle, qui se dresse en fond de vallée, à la confluence du Sornin et du Bief, sur la commune de Saint-Racho dans le département de Saône-et-Loire, en région Bourgogne-Franche-Comté.
Le château fait l’objet d’une inscription partielle au titre des monuments historiques par arrêté du 15 février 1977. Seuls les façades et les toitures sont inscrites.

## Historique

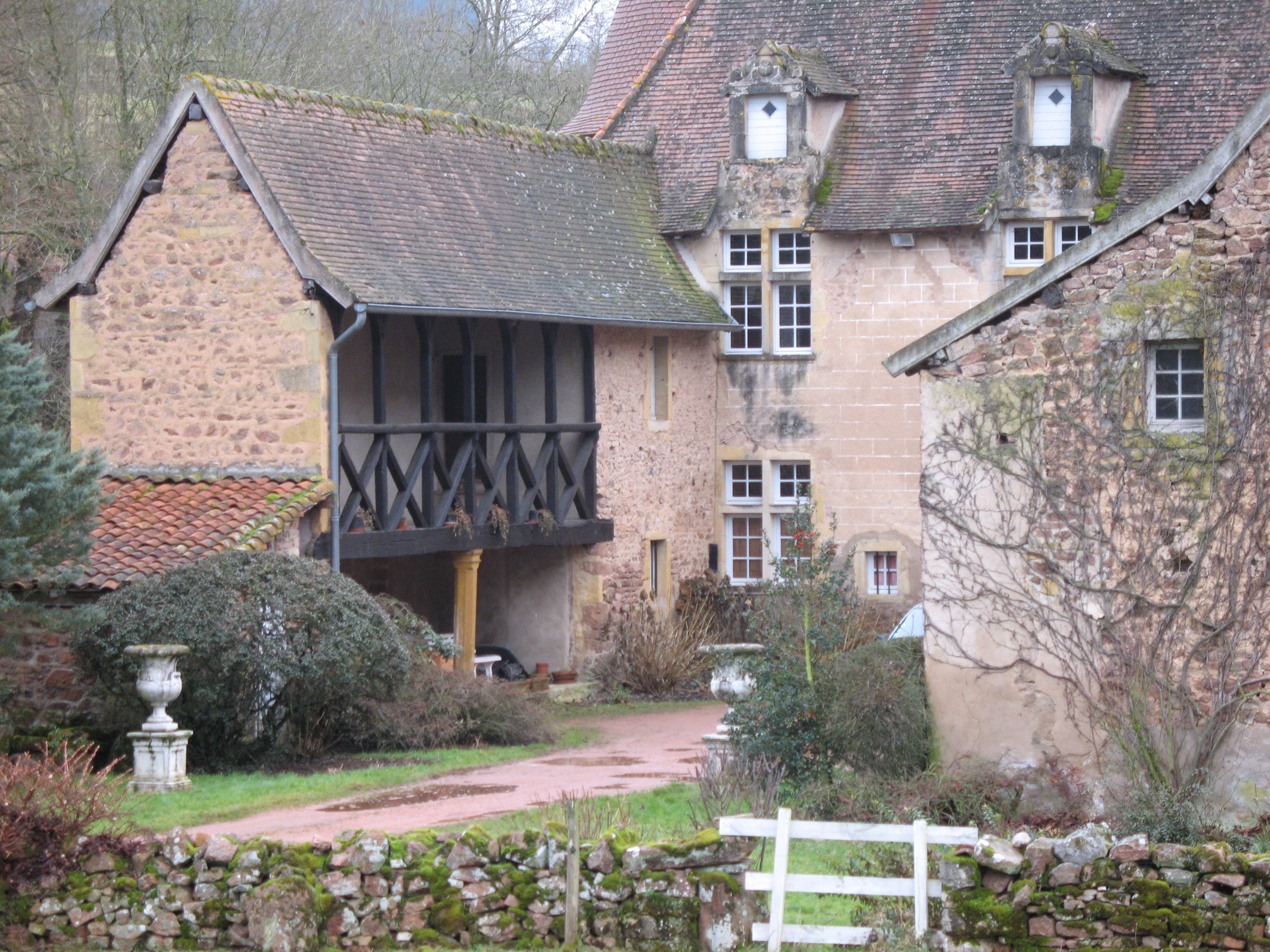
La façade est.

Le château est fondé en 1180. Il est, en 1308 la possession de Jehan de Syon puis des familles Gachet et Mouchet. En 1478, la seigneurie de Chevannes (ou Chavannes) appartient à Antoine Gachet.
Le château actuel est construit à la fin du XVIe siècle.
En 1645, Antoine de Sermant et Barbe de Lestouf y résident. Il est, en 1677, la propriété de Laurent de l'Aube, frère utérin du précédent. En 1682, Philibert-Hubert, fils de Laurent de l'Aube, en hérite. Il vend, en 1727, la propriété à Claude de Brosses.
En 1789, le château est la propriété de Claude-Barthélemy de Brosses, petit-fils du précédent. À la Révolution, le château est en partie détruit et est transformé en ferme. La famille de Noblet le détiendra un certain temps.
En 1970 il est acquis par Mme Colette Du Barry, marquise Bernard de Noblet d'Anglure, qui en entreprend la restauration.

## Description
Le château arbore aujourd'hui un plan en U, autour de la cour d'honneur.
Le corps de logis, de plan rectangulaire allongé, est flanqué de deux tours rondes coiffées en poivrières. Deux ailes, à usages de dépendances, en retour d'équerre, s'appuient aux deux extrémités de la façade est. L'aile sud est constituée de deux galeries ouvertes superposées. L'aile nord renferme une grange, des étables et un four à pain.
À l'origine, la maison forte entourée de douves adoptait un plan quadrangulaire ; l'aile nord-est et les tours ayant été rasées après la Révolution.